# دوق غيمارايش
دوق غيمارايش (البرتغالية:Duque de Guimarães)؛ هو لقب نبيل تم منحه من قبل الملك أفونسو الخامس من البرتغال في 1475 لـ فرناندو الثاني دوق براغانزا بحيث تم ترقيته بحيث كان في السابق قبل سنوات وبتحديد 1464 كونت غيمارايش.

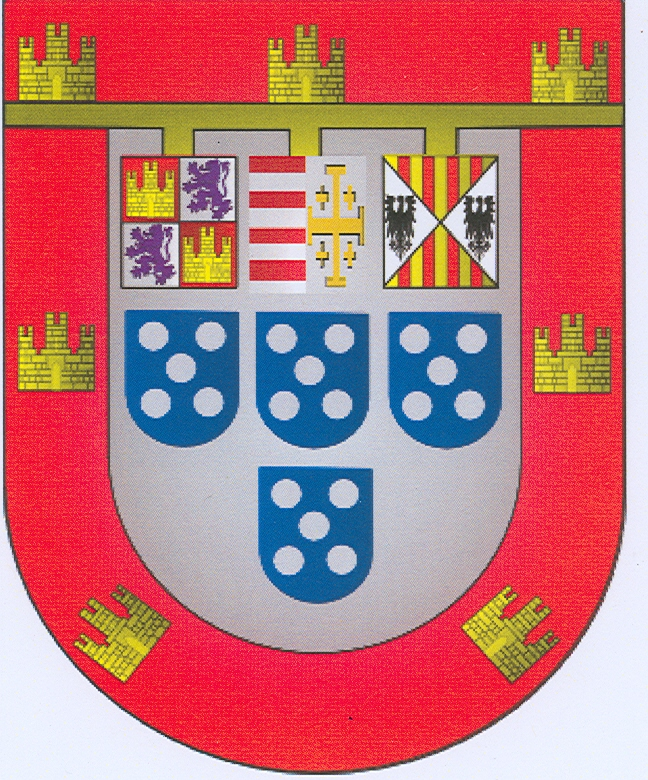
شعار إنفانتي دوارتي، رابع دوق غيمارايش.

عندما تزوجت إيزابيلا من غيمارايش من إنفانتي دوارتي الابن الأصغر لـ مانويل الأول ملك البرتغال تنازل شقيقها تيودوسيو الأول دوق براغانزا عن دوقية كمهر شقيقته، وبذلك أصبح دوارتي الدوق الرابع، ولكن مع وفاة ابنهما دون أبناء، رجعت الدوقية إلى التاج، ولكن سرعان ما رجعت إلى حضن براغانزا بعد أن تم منحها من قبل فيليب الثالث ملك إسبانيا إلى جواو الثاني، دوق براغانزا الثامن.

## قائمةالدوقات
- فرناندو الثاني دوق براغانزا (1430-1483)؛ كونت منذ 1464 ودوق منذ 1475.
- خايمي دوق براغانزا (1479-1530).
- تيودوسيو الأول دوق براغانزا (1510-1563).
- إنفانتي دوارتي دوق غيمارايش الرابع (1515-1540).
- إنفانتي دوارتي، دوق غيمارايش الخامس (1541-1576).
- جواو اثاني، دوق براغانزا الثامن (1604-1656)؛ أصبح ملك البرتغال في 1640.
- إنفانتا أديلغنديز، دوقة غيمارايش (1858-1946)؛ ابنة ميغيل الأول ملك البرتغال.
- دوارتي بيو، دوق براغانزا (مواليد.1945).